# Annay-la-Côte
Annay-la-Côte är en kommun i departementet Yonne i regionen Bourgogne-Franche-Comté i norra Frankrike. Kommunen ligger i kantonen Avallon som tillhör arrondissementet Avallon. År 2022 hade Annay-la-Côte 340 invånare.

## Befolkningsutveckling
Antalet invånare i kommunen Annay-la-Côte
| Referens: INSEE |